# Gyrinomimus grahami
Gyrinomimus grahami is een straalvinnige vissensoort uit de familie van walviskopvissen (Cetomimidae). De wetenschappelijke naam van de soort is voor het eerst geldig gepubliceerd in 1964 door Richardson & Garrick.